# رابط بيانات

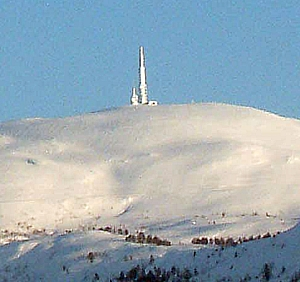

يُعتبر رابط البيانات أو وصلة البيانات في الاتصال عن بعد الوسيلة التي تربط موقع بموقع آخر بغرض إرسال واستقبال المعلومات الرقمية. ويمكن أن تشير أيضا إلى مجموعة من التجميعات الإلكترونية، تتألف من جهاز إرسال وإستقبال (قطعتان من معدات البيانات الطرفية ) ودائرة اتصالات البيانات المترابطة. ويخضع ذلك لبروتوكول الرابط بما يتيح نقل البيانات الرقمية من مصدر بيانات إلى حوض البيانات.
هناك ثلاثة أنواع على الأقل من تشكيلات وصلة البيانات الأساسية التي يمكن تصورها واستخدامها:
- الاتصالات البسيطة.
- الاتصالات نصف المزدوجة
- الاتصالات المزدوجة

في مجال الطيران المدني، يستخدم نظام رابط البيانات  لإرسال المعلومات بين الطائرات ومراقبي الحركة الجوية عندما تكون الطائرة بعيدة جدا عن مجال مراقبة الحركة الجوية لعمل الاتصالات الصوتية أو الرصد بالرادار. وتستخدم هذه الأنظمة للطائرات التي تعبر المحيطين الأطلسي والمحيط الهادئ.